# 3111-es mellékút (Magyarország)
A 3111-es számú mellékút egy négy számjegyű mellékút Pest vármegyében.

## Nyomvonala
Ecser központjában ágazik ki a 3101-es útból, annak a 14+100-as kilométerszelvényénél. Települési neve itt Bajcsy-Zsilinszky utca, ezen a néven majdnem pontosan kelet felé halad. 800 méter után elhagyja Ecser utolsó házait, majd még az első kilométere előtt felüljárón elhalad az M0-s autóút fölött, majd átlép Maglód területére.
Maglódon az első szakaszán az Ecseri út nevet viseli, még mindig a kiindulási irányában haladva, majd körülbelül a másfeledik kilométere előtt délnek fordul, a neve ott Sugár út lesz. A település központjában fokozatosan egyre keletebbnek fordul, és a Wodianer út nevet veszi fel. A 2+500-as kilométerszelvénye táján után újra nevet vált, onnantól Fő út néven halad, már kelet-északkelet felé.
3,7 kilométer megtétele után egy piskóta alaprajzú körforgalomba érkezik, itt a 31-es főúttal találkozik, de nem keresztezi azt: a főút északkelet felől érkezik ebbe a csomópontba és kelet felől hajt ki belőle; a 3111-es számozást viszont az az út viszi tovább, amely innen délkelet felé indul, Katona József utca néven. Nem sokkal az ötödik kilométere előtt lép csak át a következő település, Gyömrő területére.
Gyömrőn, a következő szakaszán még délebbnek fordul, hatodik kilométere előtt keresztezi a Budapest–Újszász–Szolnok-vasútvonalat, ezután éri el a település első házait. Itt a Dózsa György utca nevet veszi fel, és a 6+300-as kilométerszelvényénél kiágazik belőle a Gyömrő vasútállomáshoz vezető 31 305-ös út. A 8+400-as kilométerszelvénye környékén éri el a település központját: itt egy körforgalmú csomópontban keresztezik egymást a 3124-es [korábbi számozás szerint 4603-as] úttal. Neve innentől Bajcsy-Zsilinszky utca, iránya a város széléig, 10. kilométeréig továbbra is körülbelül délkeleti, ott viszont dél-délnyugati irányba fordul.
Ettől a ponttól nagyjából egy kilométeren át Gyömrő és Péteri határán húzódik, majd a 11. kilométerénél teljesen átlép Péteri területére; egyúttal dél-délkelet felé fordul, Petőfi Sándor út néven halad tovább. A falu déli részén, a 12+300-as kilométerszelvényénél kiágazik belőle a 31 112-es út, a 13+500-as kilométerszelvényénél pedig eléri Monor határát.
Kisebb irányváltásoktól eltekintve ezt a dél-délkeleti irányt követi monori szakaszán is, a város első házait a 15+300-as kilométerszelvényénél éri el, Péteri út néven haladva; legutolsó szakaszán pedig Kossuth Lajos út néven halad, így ér véget a város központjában, a 3112-es út körforgalmába csatlakozva.
Teljes hossza, az országos közutak térképes nyilvántartását szolgáló kira.gov.hu adatbázisa szerint 17,067 kilométer.

## Települések az út mentén
- Ecser
- Maglód
- Gyömrő
- Péteri
- Monor